# Lista szwedzkich producentów gier komputerowych
Lista szwedzkich producentów gier komputerowych.

## Firmy
- Amuze
- Atod
- Avalanche Studios
- ColdWood Interactive
- EA DICE
- Frictional Games
- Grin
- Illuminate Labs
- Illwinter Game Design
- Iridon Interactive
- Jadestone Group
- Legendo Entertainment
- MachineGames
- MindArk
- Mojang
- Mythicscape
- Paradox Interactive
- Power Challenge AB
- SimBin Studios
- SouthEnd Interactive
- Starbreeze Studios
- Star Vault
- Tarsier Studios
- Ubisoft Massive
- Unique Development Studios